# Tomás Jones
Tomás F. Jones (* 1903; † im 20. oder 21. Jahrhundert) war ein argentinischer Schwimmer.

## Karriere
Jones nahm 1924 an den Olympischen Spielen in Paris teil. Hier scheiterte er im Wettbewerb über 4 × 200 m Freistil mit der argentinischen Staffel im Vorlauf an der Halbfinalqualifikation.